# Las Parinas

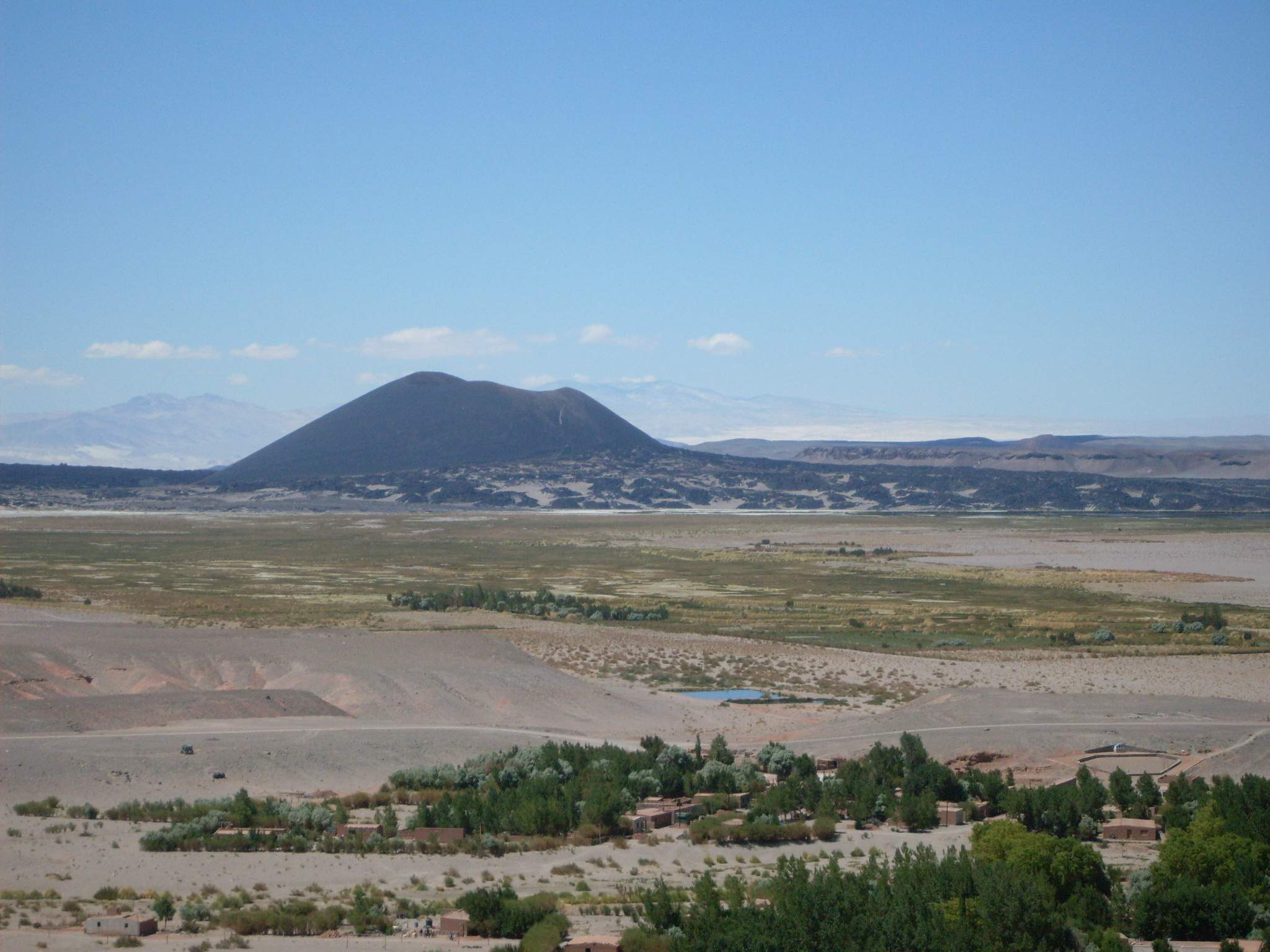
Volcán Antofagasta visto desde Antofagasta de la Sierra

Las Parinas es el nombre de una región geológica y cultural situada en el noroeste  de la Argentina, más precisamente en el oeste de la Provincia de Catamarca, que posee una geomorfología volcánica única, así como una larga historia de asentamientos humanos. La región es un importante centro de cría de animales, principalmente de llamas, vicuñas  y ovejas cuya lana es utilizada para productos textiles. Las Parinas ha sido presentada, el 15 de noviembre de 2001, por el gobierno de la Argentina a la Lista Tentativa del Patrimonio de la Humanidad de la UNESCO por su supuesto valor universal natural y cultural en la Categoría Mixta (Cultural + Natural).

## Toponimia
El nombre es plural de la palabra parina con la cual es llamado en esta zona el género de ave conocida generalmente como flamenco; es decir, el nombre de la zona equivaldría a Los Flamencos.

## Ubicación por coordenadas
El epicentro de esta basta región montana y puneña se ubica aproximadamente en las coordenadas 26°30′00″S 68°05′53″O / -26.50000, -68.09806, es decir, aproximadamente en la muy alcalina y salada laguna del Peinado.

## Patrimonio natural

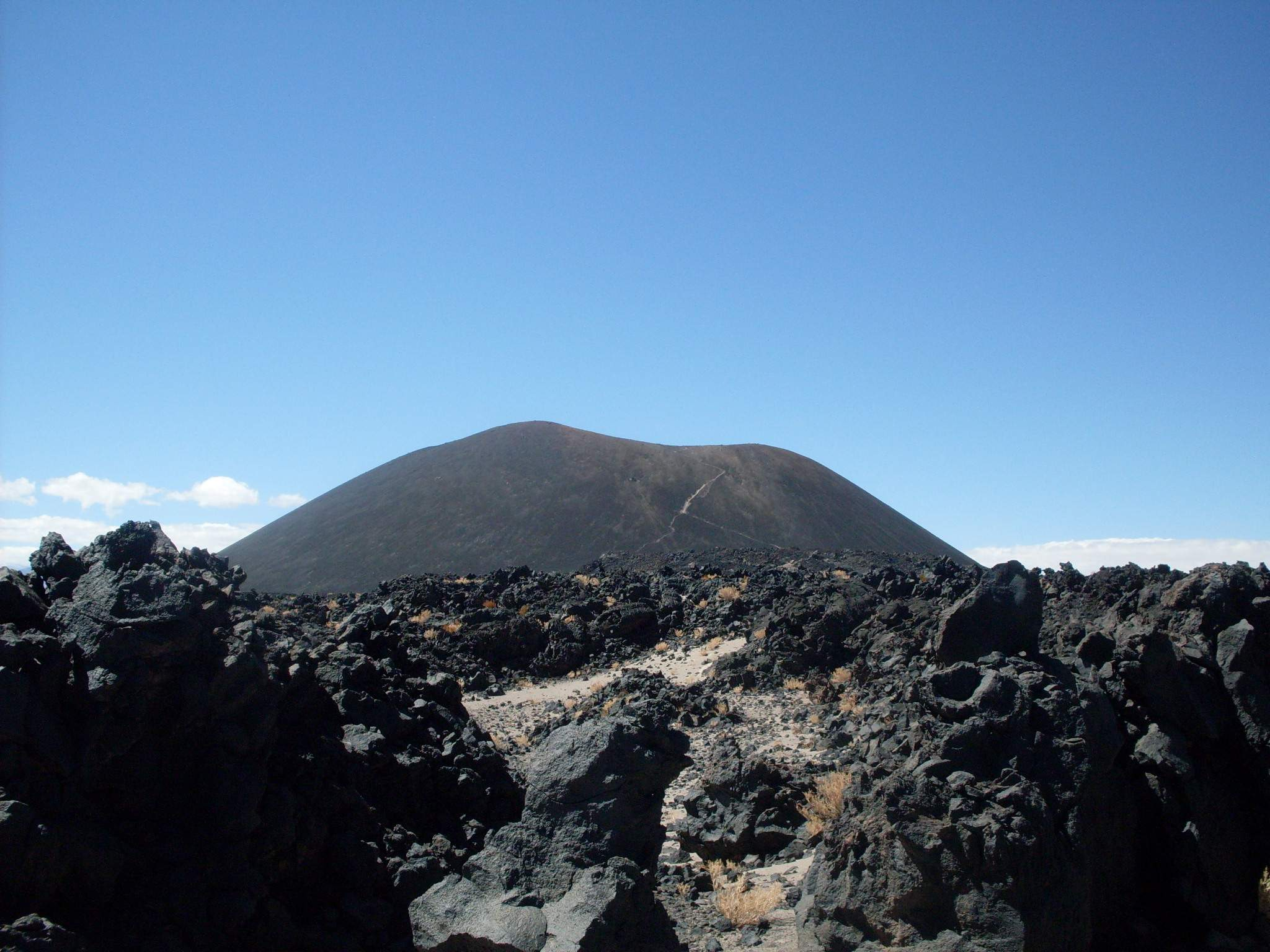
Volcán Antofagasta

Esta región pertenece al extremo norte de la Provincia Geológica de la Cordillera Frontal  y el extremo sur de la Puna de Atacama. Ambos se reúnen a pocos kilómetros al norte del Paso de San Francisco en la Sierra de Buenaventura.
Consiste en una serie de paisajes de montaña con una morfología volcánica dominante, con numerosos conos y grandes depósitos de lava de diferentes composiciones y material piroclástico formando grandes llanuras, como la piedra pómez al sur del Salar Carachi Pampa. También hay mesetas y  extensas salinas.
El clima es extremadamente frío y seco y la media de precipitaciones anuales son inferiores a los 200 mm /año. Hay frecuentes vientos fuertes de hasta 70 km/h. A pesar de la extrema aridez, hay algunos cursos de agua de importancia que alimentan los lagos y lagunas de la región.
Es un ecosistema de singular belleza, que se caracteriza por una flora y una fauna silvestre adaptadas a las grandes alturas y a las temperaturas de la región. Algunos animales son el flamenco de los Andes (Phoenicoparrus andinus) y el flamenco de James (Phoenicoparrus jamesi), gallareta cornuda (Fulica cornuta) y gallareta gigante (Fulica gigantea), ganso andino (Chleophaga metanoptera ) y bandadas de aves zancudas migratorias. Animales salvajes como la vicuña (Vicugna vicugna), la vizcacha (Lagidium sp), gato andino (Oreailurus jacobita), el tuco-tuco (Ctenomys), el ñandú o surí (Pterocnemia pennata) y los inambúes o "perdices" (Tinamidae) también dependen de, los someros y extremofílicos por ser muchas veces muy alcalinos,  humedales puneños para sobrevivir.
La zona cuenta con baja densidad demográfica y pequeños conglomerados urbanos, siendo Antofagasta de la Sierra el más importante con 750 personas.
Actividad principal de la población local es la crianza de la llama (Lama glama) y la cría de ovejas para la obtención de fibra, y en segundo lugar, la carne y la leche. En los prados que y en algunos terrenos con escasa irrigación (vegas) hay explotaciones agrícolas.
Los productos textiles de lana de llama y oveja son importantes para las economías regionales. Por su calidad y diseño que son reconocidos en todo el mundo.
El 67% de la superficie es tierra fiscal provincial.
La zona es una muestra representativa completa del paisaje volcánico, con numerosos volcanes como el Pissis (6.882 m s. n. m.) y el Nevado Ojos del Salado  (6.864 m), los dos volcanes más altos del mundo.
El paisaje volcánico llega a su máxima expresión en el área próxima pletórica de geoformas conocida con el nombre de Campo de Piedra Pómez.

## Patrimonio Cultural
Hace diez mil años la zona estaba habitada por pequeños grupos humanos concentrados principalmente en barrancos y prados, con una economía basada en la caza de animales y la recolección de plantas silvestres. Estos asentamientos tenían una duración variable y por lo general sus habitantes utilizaban cuevas y otros refugios naturales para protegerse.
Hay algunos restos de estos asentamientos, sobre todo la Quebrada Seca 3, en un barranco a 4050 m sobre el nivel del mar, y afluente del río Las Pitas. Este sitio, que fue habitado durante 6000 años, muestra la dependencia de la caza del guanaco (Lama guanicoe) y la vicuña (Vicugna vicugna), complementado con otros recursos como las verduras.
Otros sitios próximos a la anterior, Quebrada Seca 1 y 2, Punta de la Peña 4, Real Grande 3 y Cacao 1 muestran testimonios de arte representado por formas geométricas, antropomorfas y zoomorfas que hacen evidente la relevancia espiritual y simbólica de la vida los antiguos pueblos cazadores-recolectores.
Uno de los componentes culturales más destacados de Antofagasta de la Sierra obtenido de los datos arqueológicos es el de una convivencia íntima entre los animales y el hombre y las respuestas, ante los cambios ambientales, que se llevaron a cabo a lo largo de miles de años hasta el inicio de las actividades pastorales  con los auquenidos (alrededor de 1.500 a. C.). Esto es representado en el sitio Peñas Chicas 1, donde se puede ver en escenas que la caza y la cría eran sus principales actividades. Hay signos, de hace mil años, de organización urbana y de la agricultura con riego.